# Boem (gezelschapsspel)
Boem is een eenvoudig gezelschapsspel dat zowel door kinderen als volwassenen kan worden gespeeld. Het aantal deelnemers is onbeperkt. Het spel richt zich op concentratie en rekenvaardigheid. Het komt ook voor onder andere namen, zoals het Engelse 'Buzz', en kent vele varianten, waaruit de deelnemers aan het spel zelf kunnen kiezen. Het maken van aantekeningen is bij dit spel niet toegestaan.
In alle varianten is de bedoeling dat de spelers om de beurt een telwoord noemen in oplopende volgorde (1, 2, 3 enz.) Daarbij is een bepaald telwoord 'verboden'. Zo bestaat er een vorm van het spel waarbij het telwoord zeven wordt uitgesloten, wat in dit geval inhoudt dat ook veelvouden van zeven (14, 21, 28 enz.) niet genoemd mogen worden, evenmin als telwoorden waar zeven in voorkomt (17, 27, 37 enz.) In die gevallen zegt de speler 'boem'. (1, 2, 3, 4, 5, 6, boem, 8, 9 enz.) Wie hierbij een fout maakt is af en mag aan de betreffende ronde niet verder deelnemen.
De moeilijkheidsgraad van het spel is op verschillende manieren te verhogen. Zo kan men kiezen voor een combinatie van twee getallen, bijvoorbeeld 3 en 5, of 5 en 7. In het laatste geval wordt de speler geacht 'boem' te zeggen bij alle getallen waar de 5 of 7 in voorkomt of veelvouden daarvan (1, 2, 3, 4, boem, 6, boem, 8, 9, boem, 11, 12, 13, boem, boem, 16, boem, 18, 19, boem enz.)
Nog moeilijker is het spel te maken als men ervoor kiest voor de verschillende combinaties andere vervangende woorden te gebruiken als er een associatie is met 5, met 7 of zelfs met beide telwoorden. Ook kan men ervoor kiezen bij bepaalde getallen de volgorde van tellen om te keren.